# Jonas Schmager
Jonas Peter Schmager (* 1978 in Freiburg im Breisgau; † 2019) war ein deutscher Kameramann.

## Leben
Nach Praktika bei Maddels Cameras in Berlin und Electric-Sun in Hamburg studierte er von 2002 bis 2003 an der FAMU in Prag, danach wurde er als freier Kameramann tätig. 2006 bis 2011 absolvierte er ein Kamera-Studium an der Filmuniversität Babelsberg. Kriegerin war 2011 sein Abschlussfilm. Es folgten verschiedene Film- und vor allem Fernsehproduktionen.

## Filmografie (Auswahl)
- 2011: Kriegerin
- 2013: Kaptn Oskar
- 2014: Amok – Hansi geht´s gut
- 2014: Polizeiruf 110: Familiensache
- 2015: Polizeiruf 110: Wendemanöver
- 2015: Lichtes Meer
- 2016: Der Kriminalist (Fernsehserie, 2 Folgen)
- 2016: Stralsund – Vergeltung
- 2016: Mordkommission Istanbul (Fernsehserie, 2 Folgen)
- 2017: Tatort: Der Tod ist unser ganzes Leben
- 2017: Tatort: Hardcore
- 2018: Tatort: Im toten Winkel
- 2018: Tatort: Blut
- 2019: Polizeiruf 110: Mörderische Dorfgemeinschaft
- 2019: Druck